# Leperina ambigua
Leperina ambigua is een keversoort uit de familie schorsknaagkevers (Trogossitidae). De wetenschappelijke naam van de soort werd in 1880 gepubliceerd door Thomas Broun.